# Championnats du monde de triathlon cross 2023
Navigation
Édition précédente Édition suivante
Les championnats du monde de triathlon cross 2023, organisé par la  World Triathlon depuis 2011, se déroulent le 5 mai 2023 à Ibiza en Espagne. Les triathlètes élites s'affrontent lors d'une épreuve sur distance M, comprenant 1000 mètres de natation, 27 km de vélo tout terrain (VTT) et 10,7 km de course à pied hors route. La rencontre internationale propose également lors de cette journée, des compétitions cross pour les catégories U23 (espoir), classe d'âge (amateur) et paratriathlon.

## Palmarès
Les tableaux présentent les podiums des championnats du monde .

### Élites
| Position           | Triathlète       | Pays     | Temps           |
| ------------------ | ---------------- | -------- | --------------- |
| Médaille d'or      | Félix Forissier  | France   | 1 h 33 min 19 s |
| Médaille d'argent  | Lukáš Kočař      | Tchéquie | 1 h 33 min 43 s |
| Médaille de bronze | Arthur Forissier | France   | 1 h 34 min 3 s  |

| Position           | Triathlète       | Pays   | Temps           |
| ------------------ | ---------------- | ------ | --------------- |
| Médaille d'or      | Sandra Mairhofer | Italie | 1 h 48 min 59 s |
| Médaille d'argent  | Loanne Duvoisin  | Suisse | 1 h 49 min 41 s |
| Médaille de bronze | Alizée Patiès    | France | 1 h 50 min 30 s |

### U23
| Position           | Triathlète   | Pays     | Temps           |
| ------------------ | ------------ | -------- | --------------- |
| Médaille d'or      | Jules Dumas  | France   | 1 h 39 min 34 s |
| Médaille d'argent  | François Vié | Portugal | 1 h 41 min 50 s |
| Médaille de bronze | Lucas Goene  | Pays-Bas | 1 h 45 min 11 s |

| Position           | Triathlète       | Pays     | Temps           |
| ------------------ | ---------------- | -------- | --------------- |
| Médaille d'or      | Beatriz Ferreira | Portugal | 1 h 57 min 55 s |
| Médaille d'argent  | Romy Spoelder    | Pays-Bas | 1 h 59 min 45 s |
| Médaille de bronze | Štěpánka Bisová  | Tchéquie | 2 h 4 min 56 s  |

### Paratriathlon
| Médaille           | PTS2                | PTS4               | PTS5                   |
| ------------------ | ------------------- | ------------------ | ---------------------- |
| Médaille d'or      | Ricardo Marin Arcis | Julien Veysseyre   | Eduardo Oliva Calderón |
| Médaille d'argent  | -                   | Robert Tamirjan    | -                      |
| Médaille de bronze | -                   | Jose Antonio Abril | -                      |

| Médaille      | PTS4         |
| ------------- | ------------ |
| Médaille d'or | Allysa Seely |